# Electrogryllus
Electrogryllus är ett släkte av insekter. Electrogryllus ingår i familjen syrsor.
Kladogram enligt Catalogue of Life:
| Electrogryllus | \| \| Electrogryllus electrum \| \| \| \| \| \| Electrogryllus septentrionalis \| \| \| \| |
|                | \| \| Electrogryllus electrum \| \| \| \| \| \| Electrogryllus septentrionalis \| \| \| \| |
|                | Electrogryllus electrum                                                                    |
|                |                                                                                            |
|                | Electrogryllus septentrionalis                                                             |
|                |                                                                                            |